# كولوسا (كاليفورنيا)
كولوسا (بالإنجليزية: Colusa)‏ هي إحدى مدن مقاطعة كولوسا، كاليفورنيا. تم إعطاءها لقب مدينة في 16 يونيو، 1868.

## التركيبة السكانية
حدّد مكتب تعداد الولايات المتحدة بيانات التركيبة السكانية لكولوسا في تعداد الولايات المتحدة. في ما يلي، التركيبة السكانية حسب تعدادي 2000 و2010.

### تعداد عام 2000
بلغ عدد سكان كولوسا 5,402 نسمة بحسب تعداد عام 2000، وبلغ عدد الأسر 1,897 أسرة وعدد العائلات 1,366 عائلة مقيمة في المدينة. في حين سجلت الكثافة السكانية 609 نسمة لكل كيلومتر مربع (1,577.3/ميل2). وبلغ عدد الوحدات السكنية 2,016 وحدة بمتوسط كثافة قدره 227.3 لكل كيلومتر مربع (588.7/ميل2).
وتوزع التركيب العرقي للمدينة بنسبة 68.66% من البيض و0.30% من الأمريكيين الأفارقة و1.76% من الأمريكيين الأصليين و1.46% من الأمريكيين ذوي الأصول الآسيوية و0.78% من سكان جزر المحيط الهادئ و23.29% من الأعراق الأخرى و3.76% من عرقين مختلطين أو أكثر و41.71% من الهسبانيون أو اللاتينيون من أي عرق.
بلغ عدد الأسر 1,897 أسرة كانت نسبة 44.6% منها لديها أطفال تحت سن الثامنة عشر تعيش معهم، وبلغت نسبة الأزواج القاطنين مع بعضهم البعض 54.7% من أصل المجموع الكلي للأسر، ونسبة 11.8% من الأسر كان لديها معيلات من الإناث دون وجود شريك، بينما كانت نسبة 5.5% من الأسر لديها معيلون من الذكور دون وجود شريكة وكانت نسبة 28% من غير العائلات. تألفت نسبة 23.7% من أصل جميع الأسر من عدة أفراد يعيشون في نفس المنزل ونسبة 10.8% كانت تتألف من شخص يعيش بمفرده يبلغ من العمر 65 عاماً أو أكثر. وبلغ متوسط حجم الأسرة المعيشية 2.81، أما متوسط حجم العائلات فبلغ 3.33.
بلغ العمر الوسطي للسكان 32.0 عاماً. وكانت نسبة 30.2% من القاطنين تحت سن الثامنة عشر، وكانت نسبة 9.8% بين الثامنة عشر والرابعة والعشرين عاماً، ونسبة 27.5% كانت واقعةً في الفئة العمرية ما بين الخامسة والعشرين والرابعة والأربعين عاماً، ونسبة 19.8% كانت ما بين الخامسة والأربعين والرابعة والستين، ونسبة 11.4% كانت ضمن فئة الخامسة والستين عاماً فما فوق. يوجد لكل 100 أنثى 97.7 ذكر، ويوجد لكل 100 أنثى في الثامنة عشر من عمرها فما فوق 96.0 ذكر.
بلغ متوسط دخل الأسرة في المدينة 35,250 دولارًا، أما متوسط دخل العائلة فبلغ 41,833 دولارًا. وكان متوسط دخل الذكور 32,006 دولارًا مقابل 20,510 دولارًا للإناث. وسجل دخل الفرد الخاص بالمدينة 15,251 دولارًا. وكانت نسبة 14.2% من العائلات ونسبة 17.2% من السكان تحت خط الفقر، وكان من هؤلاء نسبة 20.5% تحت سن الثامنة عشر ونسبة 8.9% في الخامسة والستين من العمر وما فوق.

### تعداد عام 2010
بلغ عدد سكان كولوسا 5,971 نسمة بحسب تعداد عام 2010، وبلغ عدد الأسر 2,142 أسرة وعدد العائلات 1,505 عائلة مقيمة في المدينة. في حين سجلت الكثافة السكانية 673.2 نسمة لكل كيلومتر مربع (1,743.6/ميل2). وبلغ عدد الوحدات السكنية 2,282 وحدة بمتوسط كثافة قدره 257.3 لكل كيلومتر مربع (666.4/ميل2).
وتوزع التركيب العرقي للمدينة بنسبة 66.05% من البيض و0.90% من الأمريكيين الأفارقة و1.79% من الأمريكيين الأصليين و1.34% من الأمريكيين ذوي الأصول الآسيوية و0.47% من سكان جزر المحيط الهادئ و25.29% من الأعراق الأخرى و4.15% من عرقين مختلطين أو أكثر و52.39% من الهسبانيون أو اللاتينيون من أي عرق.
بلغ عدد الأسر 2,142 أسرة كانت نسبة 41.5% منها لديها أطفال تحت سن الثامنة عشر تعيش معهم، وبلغت نسبة الأزواج القاطنين مع بعضهم البعض 50.4% من أصل المجموع الكلي للأسر، ونسبة 13.5% من الأسر كان لديها معيلات من الإناث دون وجود شريك، بينما كانت نسبة 6.3% من الأسر لديها معيلون من الذكور دون وجود شريكة وكانت نسبة 29.7% من غير العائلات. تألفت نسبة 25.9% من أصل جميع الأسر من عدة أفراد يعيشون في نفس المنزل ونسبة 10.5% كانت تتألف من شخص يعيش بمفرده يبلغ من العمر 65 عاماً أو أكثر. وبلغ متوسط حجم الأسرة المعيشية 2.76، أما متوسط حجم العائلات فبلغ 3.35.
بلغ العمر الوسطي للسكان 33.5 عاماً. وكانت نسبة 30% من القاطنين تحت سن الثامنة عشر، وكانت نسبة 8.1% بين الثامنة عشر والرابعة والعشرين عاماً، ونسبة 26.2% كانت واقعةً في الفئة العمرية ما بين الخامسة والعشرين والرابعة والأربعين عاماً، ونسبة 24% كانت ما بين الخامسة والأربعين والرابعة والستين، ونسبة 11.7% كانت ضمن فئة الخامسة والستين عاماً فما فوق. وتوزع التركيب الجنسي للسكان بنسبة 50% ذكور و50% إناث.

## المناخ
يظهر الجدول التالي التغييرات المناخية على مدار السنة لكولوسا:
| البيانات المناخية لـكولوسا        | البيانات المناخية لـكولوسا | البيانات المناخية لـكولوسا | البيانات المناخية لـكولوسا | البيانات المناخية لـكولوسا | البيانات المناخية لـكولوسا | البيانات المناخية لـكولوسا | البيانات المناخية لـكولوسا | البيانات المناخية لـكولوسا | البيانات المناخية لـكولوسا | البيانات المناخية لـكولوسا | البيانات المناخية لـكولوسا | البيانات المناخية لـكولوسا | البيانات المناخية لـكولوسا |
| الشهر                             | يناير                      | فبراير                     | مارس                       | أبريل                      | مايو                       | يونيو                      | يوليو                      | أغسطس                      | سبتمبر                     | أكتوبر                     | نوفمبر                     | ديسمبر                     | المعدل السنوي              |
| --------------------------------- | -------------------------- | -------------------------- | -------------------------- | -------------------------- | -------------------------- | -------------------------- | -------------------------- | -------------------------- | -------------------------- | -------------------------- | -------------------------- | -------------------------- | -------------------------- |
| الدرجة القصوى °ف (°م)             | 78 (26)                    | 80 (27)                    | 89 (32)                    | 98 (37)                    | 106 (41)                   | 112 (44)                   | 112 (44)                   | 113 (45)                   | 112 (44)                   | 105 (41)                   | 89 (32)                    | 76 (24)                    | 113 (45)                   |
| متوسط درجة الحرارة الكبرى °ف (°م) | 53.8 (12.1)                | 60.3 (15.7)                | 65.9 (18.8)                | 73.4 (23.0)                | 81.8 (27.7)                | 89.5 (31.9)                | 94.8 (34.9)                | 93.4 (34.1)                | 89.4 (31.9)                | 78.9 (26.1)                | 64 (18)                    | 54.4 (12.4)                | 75 (24)                    |
| متوسط درجة الحرارة الصغرى °ف (°م) | 37 (3)                     | 40.4 (4.7)                 | 42.5 (5.8)                 | 45.3 (7.4)                 | 52.2 (11.2)                | 57.2 (14.0)                | 59.2 (15.1)                | 57.4 (14.1)                | 54 (12)                    | 47.9 (8.8)                 | 41.2 (5.1)                 | 36.8 (2.7)                 | 47.6 (8.7)                 |
| أدنى درجة حرارة °ف (°م)           | 20 (−7)                    | 21 (−6)                    | 25 (−4)                    | 26 (−3)                    | 34 (1)                     | 38 (3)                     | 40 (4)                     | 43 (6)                     | 35 (2)                     | 31 (−1)                    | 22 (−6)                    | 15 (−9)                    | 15 (−9)                    |
| الهطول إنش (مم)                   | 3.45 (88)                  | 2.78 (71)                  | 2.12 (54)                  | 1.00 (25)                  | 0.56 (14)                  | 0.2 (5.1)                  | 0.03 (0.76)                | 0.07 (1.8)                 | 0.25 (6.4)                 | 0.93 (24)                  | 2.06 (52)                  | 2.76 (70)                  | 16.22 (412)                |
| متوسط تساقط الثلوج إنش (سم)       | 0.1 (0.25)                 | 0 (0)                      | 0 (0)                      | 0 (0)                      | 0 (0)                      | 0 (0)                      | 0 (0)                      | 0 (0)                      | 0 (0)                      | 0 (0)                      | 0 (0)                      | 0 (0)                      | 0.1 (0.25)                 |
| متوسط أيام هطول الأمطار           | 10                         | 9                          | 8                          | 5                          | 3                          | 1                          | 0                          | 0                          | 1                          | 3                          | 7                          | 9                          | 56                         |
| المصدر: WRCC                      |                            |                            |                            |                            |                            |                            |                            |                            |                            |                            |                            |                            |                            |